# Anaciaeschna jaspidea
Anaciaeschna jaspidea е вид водно конче от семейство Aeshnidae. Видът е незастрашен от изчезване.

## Разпространение
Разпространен е в Австралия (Куинсланд и Северна територия), Виетнам, Гуам, Индия (Западна Бенгалия, Карнатака и Тамил Наду), Индонезия (Калимантан, Малки Зондски острови, Малуку, Папуа, Сулавеси, Суматра и Ява), Китай (Гуандун), Лаос, Малайзия (Западна Малайзия, Сабах и Саравак), Микронезия, Непал, Острови Кук, Палау, Папуа Нова Гвинея, Провинции в КНР, Самоа, Тайван, Тайланд, Филипини, Хонконг и Япония.